# Saya Sakakibara
Saya Sakakibara (Gold Coast, 23 de agosto de 1999) é uma ciclista australiana.

## Início da vida
Sakakibara nasceu na Gold Coast, Queensland, de uma mãe de ascendência japonesa e um pai de cidadania britânica. Ela começou a correr BMX aos quatro anos de idade, depois de assistir seu irmão mais velho Kai competindo. A família mudou-se para Sydney em 2007 e Sakakibara se juntou ao South Illawarra BMX Club, onde seu irmão Kai era membro. Ela então começou a competir nos circuitos juniores e rapidamente subiu na classificação, ganhando títulos estaduais e nacionais.
Em 2019, Sakakibara está namorando outro piloto de BMX, Romain Mahieu.

## Carreira
Sakakibara representou a Austrália no nível do Campeonato Mundial. Ela ganhou uma medalha de prata no Junior Elite BMX Supercross no Campeonato Mundial de 2017. Ela foi premiada como a Piloto de Corrida de BMX Feminino do Ano da AusCycling em 2020. Ela foi selecionada para as Olimpíadas de Verão de 2020, adiadas, como parte da equipe australiana. Ela caiu nas semifinais das Olimpíadas e não se classificou para a final.
Ela venceu a Copa do Mundo UCI BMX Racing de 2023 e manteve seu título em Tulsa em 2024.
Ela ganhou o ouro nos Jogos Olímpicos de Verão de 2024 em Paris.